# Ladislav Čepčianský
Ladislav Čepčianský (2. února 1931 Nitrianska Streda – 2. října 2021 Bratislava) byl slovenský rychlostní kanoista, který v této oblasti soutěžil na přelomu 50. a 60. let 20. století. V roce 1958 získal na mistrovství světa v rychlostní kanoistice v Praze stříbrnou medaili v disciplíně K1 10 000 m.
Účastnil se také dvou letních olympijských her, přičemž v roce 1956 v Melbourne získal své nejlepší umístění na šestém místě v závodech K1 1 000 m a K1 10 000 m.